# Fred Martin
Frederick "Fred" Martin (13 de mayo de 1929 – 21 de agosto de 2013) fue un futbolista profesional internacional escocés que jugó como portero. Su único club de alto nivel fue Aberdeen, con el que jugó durante 14 años. También representó a Escocia en su primera aparición en la Copa Mundial de 1954.

## Carrera
Originalmente firmó en Carnoustie Panmure como el centro punta, se convirtió en portero durante su período de servicio nacional. Hizo su debut en Aberdeen en su nueva posición de portero en la derrota por 3-1 ante el East Fife en 1949-50, anotando un gol en su propia portería, cuando buscó un crude de última hora en su red.

## Luego de su carrera
Después de retirarse del fútbol, Martin entró en el comercio de whisky y trabajó para Dewars Whisky hasta su jubilación en 1994. En 2007 fue uno de los homenajeados inaugurales en el Salón de la Fama del Aberdeen Football Club en reconocimiento a sus logros y el estatus de leyenda en el club. Murió en agosto de 2013 a la edad de 84 años.